# Săbăreni
Săbăreni é uma comuna romena localizada no distrito de Giurgiu, na região de Muntênia. A comuna possui uma área de 22.93 km² e sua população era de 2565 habitantes segundo o censo de 2007.